# HD 157347
HD 157347，又名BD-02 4343，SAO 141642、HR 6465，是一颗恒星，视星等为6.29，位于銀經20.22，銀緯18.43，其B1900.0坐标为赤經17h 17m 38.2s，赤緯-2° 18.43′ 21″。